# Джек Кавер
Джек Кавер (англ. John "Jack" Higson Cover; 6 квітня 1920; Нью-Йорк — 7 лютого 2009; Мішн-В'єхо, Каліфорнія) — американський фізик та інженер, винахідник електрошокового пістолета Taser, який отримав широке поширення у поліцейських підрозділах багатьох країн світу.
Джек Кавер був фізиком за освітою, учнем великого Енріко Фермі. Під час Другої світової війни він був льотчиком-випробувачем, потім розробляв зброю для американських ВПС і ВМС, а також брав участь в проекті «Аполлон» (місячна програма NASA).
Проте не це забезпечило йому всесвітню славу. Він став першопроходцем в розробках нелетальної зброї, створивши в 1974 році тазер — електрошокер, що вистрілює пару електродів на кілька метрів. Назва була запозичена з пригодницького роману «Том Свіфт і його електрична рушниця» (Thomas A. Swift's Electric Rifle). Головною метою своєї роботи Кавер вважав створення зброї для авіаційних маршалів, які забезпечують безпеку на борту літаків, і для поліцейських, які беруть участь у припинення масових заворушень.
У 1980 році електрошокові пістолети Taser надійшли на озброєння поліції Лос-Анджелеса. На 2009 рік, за даними Taser International, їх використовують у 44 країнах світу поліцією при придушенні вуличних безладів і утихомиренні буйних правопорушників. Проте відомо немало випадків смерті людей, в яких стріляли з тазера, так що суперечки про те, чи слід рахувати винахід Джека Кавера нелетальною зброєю, продовжуються.